# Houville-la-Branche
Houville-la-Branche és un municipi francès, situat al departament de l'Eure i Loir i a la regió de Centre – Vall del Loira. L'any 2007 tenia 481 habitants.

## Demografia

### Població
El 2007 la població de fet de Houville-la-Branche era de 481 persones. Hi havia 164 famílies, de les quals 24 eren unipersonals (12 homes vivint sols i 12 dones vivint soles), 48 parelles sense fills, 88 parelles amb fills i 4 famílies monoparentals amb fills.
La població ha evolucionat segons el següent gràfic:
Habitants censats

### Habitatges
El 2007 hi havia 185 habitatges, 172 eren l'habitatge principal de la família, 8 eren segones residències i 5 estaven desocupats. 183 eren cases i 1 era un apartament. Dels 172 habitatges principals, 160 estaven ocupats pels seus propietaris, 8 estaven llogats i ocupats pels llogaters i 4 estaven cedits a títol gratuït; 1 tenia una cambra, 2 en tenien dues, 12 en tenien tres, 37 en tenien quatre i 120 en tenien cinc o més. 143 habitatges disposaven pel capbaix d'una plaça de pàrquing. A 66 habitatges hi havia un automòbil i a 98 n'hi havia dos o més.

### Piràmide de població
La piràmide de població per edats i sexe el 2009 era:
| Homes | Edats   | Dones |
| ----- | ------- | ----- |
| 0     | 95 o +  | 0     |
| 0     | 90 a 94 | 0     |
| 8     | 85 a 89 | 0     |
| 0     | 80 a 84 | 0     |
| 8     | 75 a 79 | 12    |
| 12    | 70 a 74 | 8     |
| 12    | 65 a 69 | 8     |
| 0     | 60 a 64 | 0     |
| 8     | 55 a 59 | 12    |
| 16    | 50 a 54 | 12    |
| 36    | 45 a 49 | 24    |
| 24    | 40 a 44 | 20    |
| 20    | 35 a 39 | 24    |
| 4     | 30 a 34 | 20    |
| 16    | 25 a 29 | 8     |
| 8     | 20 a 24 | 12    |
| 20    | 15 a 19 | 8     |
| 12    | 10 a 14 | 12    |
| 16    | 5 a 9   | 24    |
| 12    | 0 a 4   | 4     |

## Economia
El 2007 la població en edat de treballar era de 317 persones, 258 eren actives i 59 eren inactives. De les 258 persones actives 245 estaven ocupades (138 homes i 107 dones) i 13 estaven aturades (5 homes i 8 dones). De les 59 persones inactives 20 estaven jubilades, 25 estaven estudiant i 14 estaven classificades com a «altres inactius».

### Ingressos
El 2009 a Houville-la-Branche hi havia 175 unitats fiscals que integraven 497 persones, la mediana anual d'ingressos fiscals per persona era de 22.448 €.

### Activitats econòmiques
Dels 33 establiments que hi havia el 2007, 1 era d'una empresa extractiva, 6 d'empreses de fabricació d'altres productes industrials, 3 d'empreses de construcció, 6 d'empreses de comerç i reparació d'automòbils, 5 d'empreses de transport, 2 d'empreses financeres, 5 d'empreses de serveis, 3 d'entitats de l'administració pública i 2 d'empreses classificades com a «altres activitats de serveis».
Dels 5 establiments de servei als particulars que hi havia el 2009, 1 era una oficina bancària, 2 tallers de reparació d'automòbils i de material agrícola, 1 paleta i 1 fusteria.
L'únic establiment comercial que hi havia el 2009 era una floristeria.
L'any 2000 a Houville-la-Branche hi havia 12 explotacions agrícoles que ocupaven un total de 1.341 hectàrees.

## Equipaments sanitaris i escolars
El 2009 hi havia una escola elemental integrada dins d'un grup escolar amb les comunes properes formant una escola dispersa.

## Poblacions més properes
El següent diagrama mostra les poblacions més properes.